# 沈嘉偉
沈嘉偉（英語：Sham Kar Wai，1968年—），香港商人，時裝零售商I.T（HKSE：0999）主席兼行政總裁。其妻子為香港息影女星邱淑貞。

## 簡歷
沈嘉偉小時候在香港島華富邨長大，早年就讀華富邨寶血小學（1980年），1985年從聖公會呂明才中學中五畢業後，曾在銀行工作。1988年，沈嘉偉與其姊沈秀惠在香港銅鑼灣伊利莎伯大廈開設Green Peace，主要針對年青人市場，銷售當時甚為流行的英國Dr. Martens皮鞋及Levi's 501牛仔褲，Dr. Martens及後成為當時學生之間的潮流服飾之一。店舖其後不斷擴展，但直到1997年，由於店舖名稱與環保組織綠色和平相同，Green Peace易名為I.T繼續經營。
今日，I.T代理多家歐洲及日本時裝品牌，例如日本品牌A Bathing Ape，自家品牌則包括b+ab、CHOCOOLATE、izzue、5cm及ETE等。在香港、中國大陸及台灣設有分店，於香港共有129家店舖，在中國大陸及台灣則分別擁有89及12家店舖。I.T在2005年3月4日在香港交易所上市。
沈嘉偉亦有涉足飲食行業。

## 家庭
沈嘉偉與邱淑貞於1999年10月31日結婚，共育有三名女兒，分別是長女沈月、次女沈日，及幼女沈晨。其中長女沈月據傳可能接手沈嘉偉的企業，她現在亦為父親時裝公司的模特兒。

## 政治取態
沈嘉偉於2020年2月曾參與時任警務處處長鄧炳強舉辦的晚宴，故被視為於反對逃犯條例修訂草案運動中支持警察一方。他旗下的店鋪也因此被示威者破壞。